# EHF Liga Mistrzów 2023/2024
EHF Liga Mistrzów 2023/2024 – 64. edycja Ligi Mistrzów w piłce ręcznej mężczyzn, rozgrywana między 13 września 2023 a 9 czerwca 2024.

## Drużyny uczestniczące
W rozgrywkach zagwarantowane miejsce mieli zwycięscy lig (oraz druga drużyna w przypadku lidera) z dziewięciu najlepszych państw według rankingu EHF (Niemcy, Francja, Hiszpania, Węgry, Dania, Macedonia Północna, Polska, Portugalia i Słowenia). Drużyny te automatycznie trafiły do fazy grupowej. Na pozostałe sześć miejsc EHF przyznała dzikie karty, o które starało się 10 drużyn.
Listę zespołów zakwalifikowanych do Ligi Mistrzów w sezonie 2022/2023 Europejska Federacja Piłki Ręcznej ogłosiła 20 czerwca 2023.
Lista uczestniczących drużyn
- GOG (1.)
- FC Barcelona (1.)
- Paris SG Handball (1.)
- THW Kiel (1.)
- SC Magdeburg (2.)
- Telekom Veszprém (1.)
- RK Pelister (1.)
- Industria Kielce (1.)
- FC Porto (1.)
- Celje Pivovarna Laško (1.)
- RK Zagrzeb (WC)
- Aalborg Håndbold (WC)
- Montpellier Handball (WC)
- MOL-Pick Szeged (WC)
- Kolstad Håndball (WC)
- Orlen Wisła Płock (WC)

Lista drużyn, które nie otrzymały dzikiej karty
- Sporting CP
- Dinamo Bukareszt
- Kadetten Schaffhausen
- IFK Kristianstad

## Faza grupowa
Losowanie grup odbyło się 27 czerwca. Drużyny zostały podzielone na trzy koszyki, z których zostały rozlosowane dwie grupy, po osiem zespołów. Drużyny z tego samego kraju nie mogły zostać wylosowane do tej samej grupy.
| Legenda               | Legenda |
| --------------------- | ------- |
| Awans do ćwierćfinału |         |
| Awans do play-off     |         |

### Grupa A
| Lp. | Drużyna           | M  | Mecze | Mecze | Mecze | Bramki | Bramki | Bramki | Pkt |
| Lp. | Drużyna           | M  | W     | R     | P     | +      | −      | +/−    | Pkt |
| --- | ----------------- | -- | ----- | ----- | ----- | ------ | ------ | ------ | --- |
| 1.  | THW Kiel          | 14 | 10    | 2     | 2     | 410    | 379    | +31    | 22  |
| 2.  | Aalborg Håndbold  | 14 | 8     | 3     | 3     | 430    | 382    | +48    | 19  |
| 3.  | Paris SG Handball | 14 | 8     | 1     | 5     | 431    | 412    | +19    | 17  |
| 4.  | Industria Kielce  | 14 | 6     | 4     | 4     | 413    | 402    | +11    | 16  |
| 5.  | RK Zagrzeb        | 14 | 6     | 2     | 6     | 373    | 373    | 0      | 14  |
| 6.  | MOL-Pick Szeged   | 14 | 6     | 1     | 7     | 401    | 414    | −13    | 13  |
| 7.  | Kolstad Håndball  | 14 | 5     | 1     | 8     | 393    | 401    | −8     | 11  |
| 8.  | RK Pelister       | 14 | 0     | 0     | 14    | 333    | 421    | −88    | 0   |

Stan na 7 marca 2024. Źródło: EHF Standings

### Grupa B
| Lp. | Drużyna               | M  | Mecze | Mecze | Mecze | Bramki | Bramki | Bramki | Pkt |
| Lp. | Drużyna               | M  | W     | R     | P     | +      | −      | +/−    | Pkt |
| --- | --------------------- | -- | ----- | ----- | ----- | ------ | ------ | ------ | --- |
| 1.  | SC Magdeburg          | 14 | 12    | 0     | 2     | 439    | 384    | +55    | 24  |
| 2.  | FC Barcelona          | 14 | 11    | 0     | 3     | 473    | 409    | +64    | 22  |
| 3.  | Telekom Veszprém      | 14 | 10    | 0     | 4     | 489    | 436    | +53    | 20  |
| 4.  | Montpellier Handball  | 14 | 7     | 0     | 7     | 411    | 396    | +15    | 14  |
| 5.  | GOG                   | 14 | 6     | 1     | 7     | 429    | 445    | −16    | 13  |
| 6.  | Orlen Wisła Płock     | 14 | 5     | 1     | 8     | 376    | 386    | −10    | 11  |
| 7.  | FC Porto              | 14 | 4     | 0     | 10    | 409    | 480    | −71    | 8   |
| 8.  | Celje Pivovarna Laško | 14 | 0     | 0     | 14    | 400    | 490    | −90    | 0   |

Stan na 7 marca 2024. Źródło: EHF Standings

## Play-offy
W play-offach brały udział drużyny z miejsc 3-6 obu grup. Pary zostały ustalone na podstawie zajętego miejsca w fazie grupowej:
- drużyna z 3. miejsca z grupy A i drużyna z 6. miejsca z grupy B;
- drużyna z 3. miejsca z grupy B i drużyna z 6. miejsca z grupy A;
- drużyna z 4. miejsca z grupy A i drużyna z 5. miejsca z grupy B;
- drużyna z 4. miejsca z grupy B i drużyna z 6. miejsca z grupy A.

Zwycięzcy dwumeczów uzyskali prawo do gry w ćwierćfinale Ligi Mistrzów.
| Drużyna 1         | Wynik dwumeczu | Drużyna 2            | Pierwszy mecz | Drugi mecz |
| ----------------- | -------------- | -------------------- | ------------- | ---------- |
| Orlen Wisła Płock | 59–64          | Paris SG Handball    | 26–30         | 33–34      |
| MOL-Pick Szeged   | 62–76          | Telekom Veszprém     | 30–37         | 32–39      |
| GOG               | 53–66          | Industria Kielce     | 25–33         | 28–33      |
| RK Zagrzeb        | 51–57          | Montpellier Handball | 27–27         | 24–30      |

## 1/4 finału
W ćwierćfinałach zmierzyli się zwycięzcy play-offów oraz 2 najlepsze drużyny z każdej z grup. Zwycięzcy dwumeczów awansowali do Final Four.
| Drużyna 1            | Wynik dwumeczu | Drużyna 2        | Pierwszy mecz | Drugi mecz |
| -------------------- | -------------- | ---------------- | ------------- | ---------- |
| Montpellier Handball | 60–61          | THW Kiel         | 39–30         | 21–31      |
| Industria Kielce     | 49–49 3–4 (k.) | SC Magdeburg     | 27–26         | 22–23      |
| Telekom Veszprém     | 60–64          | Aalborg Håndbold | 32–31         | 28–33      |
| Paris SG Handball    | 53–62          | FC Barcelona     | 22–30         | 31–32      |

## Final Four
Final Four zostało w całości rozegrane w Lanxess Arena w Kolonii. Ligę Mistrzów w sezonie 2023/2024 wygrała Barcelona, dla której było to 12. tytuł w historii.
|  | Półfinały        | Półfinały    |                   |    | Finał | Finał |
|  |                  |              |                   |    |       |       |
|  | 8 czerwca        |              |                   |    |       |       |
|  |                  |              |                   |    |       |       |
|  | SC Magdeburg     | 26           |                   |    |       |       |
|  | SC Magdeburg     | 26           | 9 czerwca         |    |       |       |
|  | Aalborg Håndbold | 28           |                   |    |       |       |
|  | Aalborg Håndbold | 28           | Aalborg Håndbold  | 30 |       |       |
|  | 8 czerwca        |              | Aalborg Håndbold  | 30 |       |       |
|  |                  | FC Barcelona | 31                |    |       |       |
|  | FC Barcelona     | FC Barcelona | 31                | 30 |       |       |
|  | FC Barcelona     |              |                   | 30 |       |       |
|  | THW Kiel         | 18           |                   |    |       |       |
|  | THW Kiel         | 18           | Mecz o 3. miejsce |    |       |       |
|  |                  |              |                   |    |       |       |
|  | 9 czerwca        |              |                   |    |       |       |
|  |                  |              |                   |    |       |       |
|  | SC Magdeburg     | 28           |                   |    |       |       |
|  | SC Magdeburg     | 28           |                   |    |       |       |
|  | THW Kiel         | 32           |                   |    |       |       |